# Deglur
Deglur is een nagar panchayat (plaats) in het district Nanded van de Indiase staat Maharashtra. 

## Demografie
Volgens de Indiase volkstelling van 2001 wonen er 48.024 mensen in Deglur, waarvan 51% mannelijk en 49% vrouwelijk is. De plaats heeft een alfabetiseringsgraad van 64%. 